# خزه جن و پری
خزه جن و پری (نام علمی: Buxbaumia) نام یک سرده از division خزه است.